# スティーヴ・アオキ
スティーヴ・アオキ（Steve Aoki、英語発音: [eɪˈoʊki]、1977年11月30日 - ）は、アメリカ合衆国のプロデューサー・トラックメイカー・作曲家・編曲家の音楽アーティスト、DJ。アメリカ合衆国フロリダ州マイアミ出身。本名はスティーヴン・ヒロユキ・アオキ（英: Steven Hiroyuki Aoki）。

## 来歴
1977年11月30日、日本の実業家である父・青木廣彰と母・小林ちづるの間に生まれた。ファッションモデルで女優のデヴォン青木は異母妹である。
- 1995年
  - ニューポートハーバー高校を卒業。カリフォルニア大学サンタバーバラ校で社会学を学び、協同組合の活動や新左翼の学生運動に関わった[1]。
- 1996年
  - デビュー
- 2012年
  - 1stスタジオアルバム『Wonderland』を発表。本アルバムは、グラミー賞最優秀ダンス/エレクトロニカ・アルバム賞の候補になった。
- 2014年
  - 2ndアルバム『Neon Future』を発表。本アルバムは、自身が10代の頃に初めて見たアニメである押井守監督作品の「GHOST IN THE SHELL / 攻殻機動隊」から影響を受けている。
- 2015年
  - 3rdアルバム『Neon Future ll』を発表。
- 2017年
  - 4thアルバム『Kolony』を発表。同年、韓国のボーイズグループであるBTSと楽曲「MIC Drop」でコラボ。本作は、アメリカを始め世界44ヵ国のiTunesチャートで1位を獲得し、12月16日付の最新全米シングル総合チャートで初登場28位を記録した[2]。
- 2015年
  - オーストラリア人モデルのTiernan Cowlingと結婚したことが報じられた[3]。
- 2021年
  - 7月 - 「MIC Drop」のYouTube再生回数が10億回を突破。「YouTube ビリオン・ヴューズ・クラブ」入りは、アオキの関わった作品としては初、BTSとしては4作品目。
  - 10月 - 日本のバンド・SEKAI NO OWARIの海外プロジェクト・End of the Worldとのコラボ楽曲「End of the World」をリリース。

## 人物

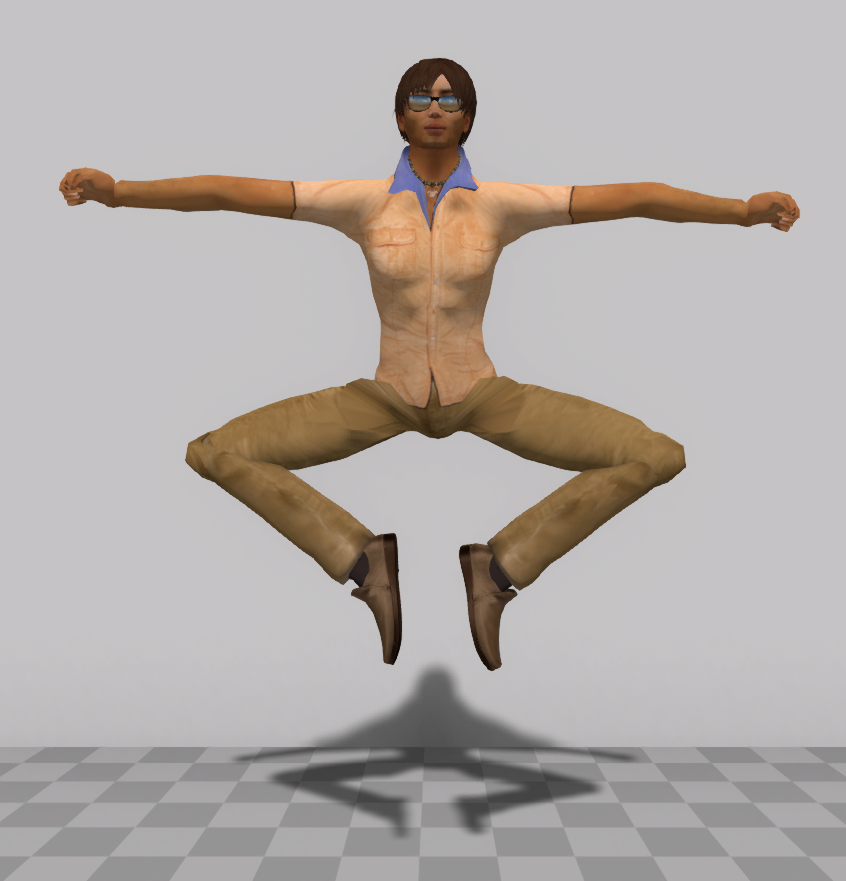
アオキ・ジャンプ

両腕を水平に伸ばし両足をがに股に開いてジャンプするのがトレードマークであり、「Aoki Jump（アオキ・ジャンプ）]」と呼ばれている。また、現在は年間300日程度のライブをこなしており、観客にケーキを投げるパフォーマンスで知られている。
純日本人であるが、育った環境がゆえ日本語を話すことができない。インタビューでそれをコンプレックスに感じていると語ったが、一方で日本人としてのルーツを誇りに持っているという。
日本名の「あおき ひろゆき」の漢字表記は公表していないが、父の氏名を元にウィキペディアの中国語版は「青木 廣之」と表記される。

## ディスコグラフィ

### アルバム
| 年                                        | タイトル       | アルバム詳細 | チャート最高位 | チャート最高位 | チャート最高位 | チャート最高位 | 認定           |
| 年                                        | タイトル       | アルバム詳細 | US             | AUT            | BEL            | SWI            | 認定           |
| ----------------------------------------- | -------------- | --- | -------------- | -------------- | -------------- | -------------- | -------------- |
| 2012                                      | Wonderland     | - 発売日: 2012年1月10日 - レーベル: Dim Mak, Ultra Music - 規格: CD, デジタル・ダウンロード                     | 59             | —              | 199            | —              |                |
| 2014                                      | Neon Future l  | - 発売日: 2014年9月30日 - レーベル: Dim Mak, Ultra Music - 規格: CD, デジタル・ダウンロード - 全米売上: 2.7万枚 | 32             | 64             | 68             | 71             | - US: ゴールド |
| 2015                                      | Neon Future ll | - 発売日: 2015年5月12日 - レーベル: Dim Mak, Ultra Music - 規格: CD, デジタル・ダウンロード - 全米売上: 0.7万枚 | 66             | —              | 93             | —              |                |
| 2017                                      | Kolony         | - 発売日: 2017年7月21日 - レーベル: Ultra Music - 規格: デジタル・ダウンロード                                  | 195            | —              | 136            | —              |                |
| "—"は未発売またはチャート圏外を意味する。 |                | |                |                |                |                |                |

### 参加曲
- MIC Drop (Steve Aoki Remix) (BTS、2017年)